# Sarvtjärnen (Delsbo socken, Hälsingland)
Sarvtjärnen är en sjö i Hudiksvalls kommun i Hälsingland och ingår i Ljusnans huvudavrinningsområde.